# Vila Čerych
Vila Čerych (též Čerychova vila) je obytný dům stojící v zahradě v údolí řeky Úpy v České Skalici. Dům byl svatebním darem podnikatele Ladislava Bartoně z Dobenína neteři Marii Bartoňové-Čerychové.

## Historie

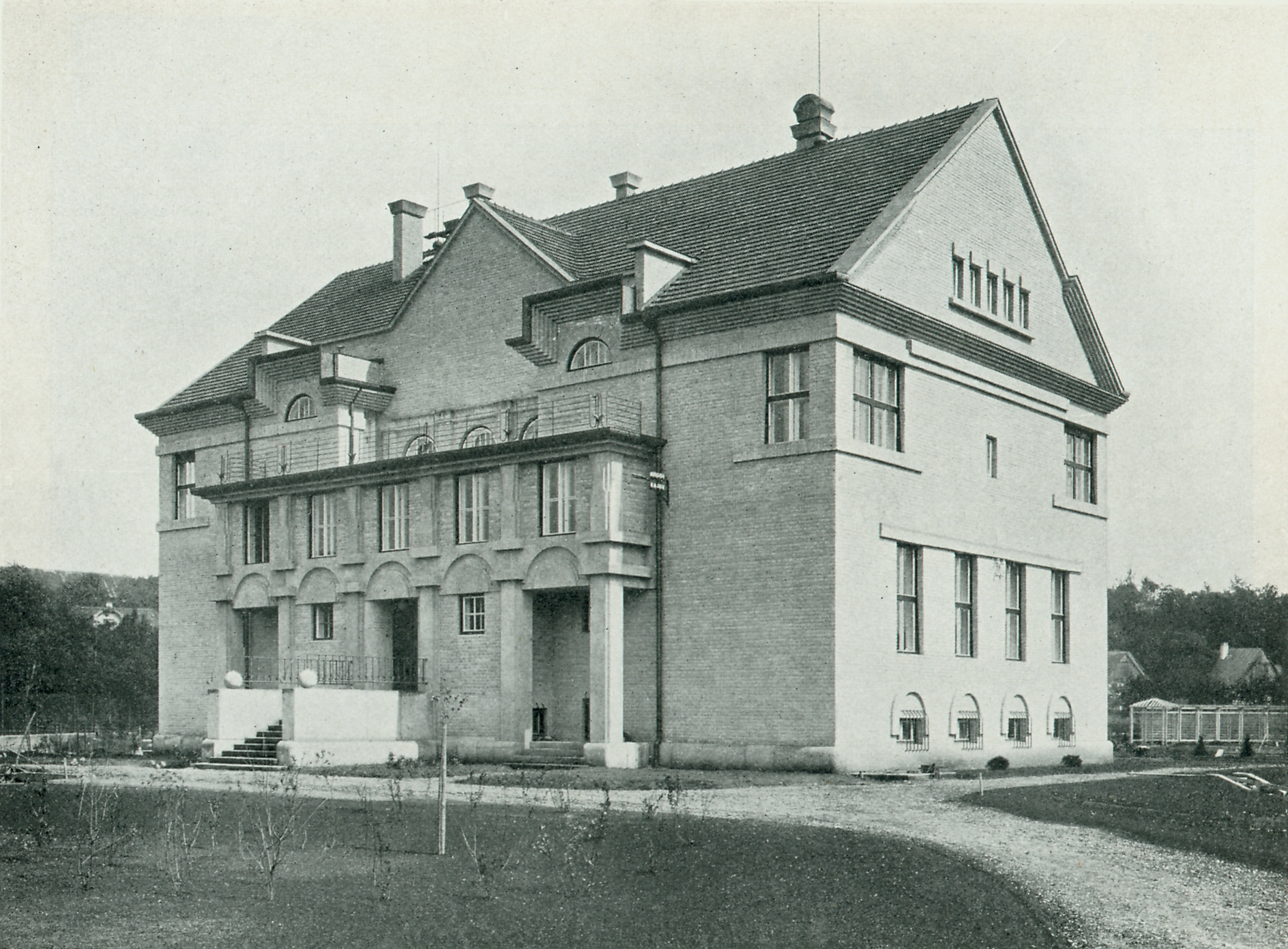
Vila Čerych v roce 1928

Vila byla podle návrhů architekta Otakara Novotného budována v letech 1924–25, v roce 1925 také byla v okolí vily založena podle návrhu zahradního architekta Josefa Kumpána zahrada. Od roku 1925 ve vile až do roku 1948, kdy byl dům zkonfiskován, bydlela rodina Čerychů. Vila poté sloužila různým účelům: v roce 1949 se v ní usídlila krajská politická škola, od roku 1953 fungovala jako sídlo Okresního ústavu národního zdraví. V roce 1958 se vila stala chráněnou kulturní památkou. V roce 1990 byl v rámci restitucí dům rodině Čerychových vrácen a v roce 1999 se z něj vystěhovalo zdravotní středisko. V roce 2001 se vlastníci rozhodli objekt darovat Nadaci rozvoje občanské společnosti, v jejímž vlastnictví je vila dosud (2020). Dům byl podle plánů architektky Zuzany Rákosníkové přebudován na vzdělávací středisko, které bylo provozováno organizací Centrum rozvoje Česká Skalice, ta ale v roce 2019 svoji činnost ve vile ukončila. V dubnu 2021 byla vila nabídnuta k prodeji.
V roce 2010 se v areálu vily natáčel film Odcházení, filmová prvotina Václava Havla.

## Architektura
Jedná se o dvoupatrovou budovu v modernistickém stylu. Hlavní průčelí je pětiosé, s vchodem uprostřed. Nad ním se nachází balkón a tato fasáda je završena trojúhelníkovým štítem. Zadní průčelí, směřující k vodní ploše, je osmiosé a uprostřed vystupuje masivní kamenný balkón nesený pilíři. Povrch fasády je tvořen režnými šedými cihlami, které byly pro toto období tvorby Otakara Novotného typické.
Památkově chráněný areál kromě vily samotné zahrnuje také zahradu s bazénem, kašnou, altánem, pergolou a oplocení.